# Sædbank
En sædbank er en facilitet, der står for indsamling, behandling, lagring og distribution af sædceller fra sæddonorer. Den nedfrosne sæd benyttes typisk til behandling af barnløse og til international fertilitetsforskning. Begrebet "bank" kan opfattes som misvisende da der ikke er mange ligheder med den traditionelle opfattelse af en bank (et pengeinstitut). Ordet er dog oversat fra engelsk, hvilket er grunden til at netop dette begreb benyttes. Her refererer det funktionen at opbevare sæd, parallelt til banker der i gamle dage skulle have en guldreserve svarende til deres samlede indlån.
De første to sædbanker i verden blev åbnet i Iowa City (USA) og Tokyo (Japan) i 1965.
Der findes i dag 3 sædbanker i Danmark